# Druhá marocká krize

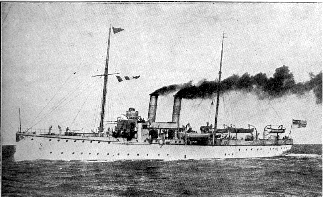
SMS Panther

Druhá marocká krize, agadirská krize nebo také skok Panthera do Agadiru je označení pro zvýšené mezinárodní napětí vyvolané 1. července 1911 vplutím německého dělového člunu SMS Panther do marockého přístavu Agadir. Maroko bylo citlivou oblastí, kde měly své zájmy Španělsko, Francie i Německo. Krize byla zažehnána tím, že Francie získala od Německa uznání svých nároků v Maroku výměnou za část Francouzského Konga.
V důsledku marocké krize v září 1911 ztratily německé akcie více než 30 % své hodnoty, říšská banka tak za jediný měsíc přišla o pětinu svých finančních rezerv.